# Супербоул XII
Супербоул XII (англ. Super Bowl XII) — двенадцатая игра Супербоула. Противостояние Американской футбольной Конференции (АФК) и Национальной футбольной Конференции (НФК). Матч, в котором играли Даллас «Ковбойз» от НФК и Денвер «Бронкос» от АФК, прошёл 15 января 1978 года. «Ковбойз» победил 27-10

## Трансляция
Это первый Супербоул сыгранный в прайм-тайм. Также это первый Супербоул, о котором говорили перед игрой как Super Bowl Sunday.

## Ход матча
ПЕРВАЯ ПОЛОВИНА
Денвер ужасно начал матч, розыгрыши которые проходили весь плей-офф не набирали никаких ярдов. Как итог филд гол и тачдаун от Далласа, сделал счет к концу первой четверти 10-0 в пользу «Ковбойз». Во второй четверти, филд гол Далласа, делает счет 13-0. Больше, в первой половине, команды очков не наберут.
ВТОРАЯ ПОЛОВИНА
Для Денвера, вторая половина, началась лучше. Они сделали филд гол с 47 ярдов. Но в середине четверти, Даллас, сделал 45-ярдовый тачдаун. Через минуту тачдаун оформляет Денвер. Счет к четвёртой четверти был 20-10 в пользу Далласа. Однако в четвёртой четверти команды смогли отличиться только один раз. 29-ярдовый тачдаун от Далласа установил окончательный счет 27-10.
Супербоул XII: Даллас Ковбойз 27, Денвер Бронкос 10
|               | 1  | 2 | 3  | 4 | Всего |
| ------------- | -- | - | -- | - | ----- |
| Ковбойз (НФК) | 10 | 3 | 7  | 7 | 27    |
| Бронкос (АФК) | 0  | 0 | 10 | 0 | 10    |

в Луизиане Супердоум , Новый Орлеан, Луизиана
- Дата : 15 января 1978 г.
- Погода в игре : 21 ° C (70 °F), нет, стадион с крышей

DAL-Даллас, DEN-Денвер, ЭП-Экстрапоинт
■ Первая четверть:
- 4:29-DAL-3-ярдовый тачдаун+ЭП, Даллас повел 3-0
- 1:31-DAL-35-ярдовый филд гол, Даллас велет 10-0

■ Вторая четверть:
- 11:16-DAL-43-ярдовый филд гол, Даллас ведет 13-0

■ Третья четверть:
- 12:32-DEN-47-ярдовый филд гол, Даллас ведет 13-3
- 6.:59-DAL-45-ярдовый тачдаун+ЭП, Даллас ведет 20-3
- 5:39-DEN-1-ярдовый тачдаун+ЭП, Даллас ведет 20-10

■ Четвёртая четверть:
- 7:04-DAL-29-ярдовый тачдаун+ЭП, Даллас ведет 27-10